# Aude (rivier)
De Aude (Atax in het Latijn), is een 224 km lange rivier in het zuiden van Frankrijk. Zij ontspringt in de Oostelijke Pyreneeën en mondt uit in de Middellandse Zee in Les Cabanes-de-Fleury bij Narbonne.
De rivier komt door twee departementen van de regio Occitanie: de Pyrénées-Orientales met de steden Matemale en Formiguères, en het departement van de Aude met de steden Axat, Quillan, Couiza, Limoux, Carcassonne, Trèbes en Narbonne.
De belangrijkste zijrivieren zijn de Galbe, de Bruyante, de Rébenty, de Aiguette, de Sou en de Orbieu.

## Geschiedenis
Tot 2.500 jaar geleden was de riviervlakte bij de monding van de Aude nog een baai, die van de Middellandse Zee gescheiden werd door de eilanden die nu het heuvelmassief van La Clappe vormen. Ongeveer 2.000 jaar geleden verzandde deze baai door de sedimenten meegedragen door de Atax, zoals de Aude in de oudheid werd genoemd. Er ontstond een grote rivierdelta met verschillende armen. De voornaamste rivierarm stroomde langs Narbonne en mondde even verder langs de lagune Étang de Bages uit in zee. De rivierarm die de huidige Aude volgt, was minder belangrijk. Ter hoogte van Sallèles damden de Romeinen deze loop af teneinde zoveel mogelijk water langs de hoofdarm te laten lopen om het scheepvaartverkeer op de Atax te vergemakkelijken.
In 1320 brak bij een overstroming de Romeinse dam van Sallèles. De Aude trad buiten haar oevers, overstroomde de vlakte van Narbonne en vond een nieuwe loop en monding. De oude rivierarm bij Narbonne werd het Canal de la Robine.
Ook daarna overstroomde de Aude nog regelmatig. Op 15 oktober 2018 vielen bij een overstroming van de rivier veertien doden in het departement Aude. Dit was de zwaarste overstroming sinds 1891.
- Bibliothèque nationale de France: cb119913432 (data)
- Gemeinsame Normdatei: 4459596-7
- Nationale Bibliotheek van Tsjechië: ge336565
- Système universitaire de documentation: 201756633
- Virtual International Authority File: 23144647643991100512